# Tangerine Computer Systems
Tangerine Computer Systems var ett brittiskt företag skapat 1979 av Dr. Paul Johnson och Barry Muncaster. De producerade bland annat en av de första 6502-baserade datorerna, Microtan 65. 1983 skapade de Oric-1, vilken i stort baserades på Microtan 65. 1983 såldes det runt 160 000 Oric-1-maskiner i Storbritannien och 50 000 i Frankrike, där den var den mest sålda maskinen det året. Oric-1 utvecklades senare till Oric Atmos. Företaget döptes senare om och under större delen av 1980-talet var det känt som Oric International.
Försäljningen av Oric Atmos blev en besvikelse. Förutom ett riktigt tangentbord, jämfört med de något svåranvända tangenterna på Oric-1, så fick Oric Atmos en buggig felkontrollsfunktion för bandlagring. För att försöka rädda situationen annonserades 1985 ett antal uppföljare. Bland annat utlovades IBM- och MSX-kompatibla modeller. Den 1 februari detta år presenterades Oric Stratos/IQ164 på en mässa i Frankfurt. På grund av ekonomiska problem blev modellen aldrig verklighet. Det franska företaget Euréka köpte strax efter upp resterna av Oric och efter att ha döpt om sig själva till Oric International så vidareutvecklade de Oric Stratos till en dator de sålde under namnet Oric Telestrat. I december 1987, efter att ha presenterat planerna på Oric Telestrat 2, så blev de ekonomiska problemen åter igen för stora och Oric International upphörde med sin verksamhet.